# کورادو گرابی
کورادو گرابی (انگلیسی: Corrado Grabbi؛ زادهٔ ۲۹ ژوئیهٔ ۱۹۷۵) بازیکن فوتبال اهل ایتالیا است.
از باشگاه‌هایی که در آن بازی کرده‌است می‌توان به باشگاه فوتبال مودنا، باشگاه فوتبال بلکبرن روورز، باشگاه فوتبال مسینا، باشگاه فوتبال یوونتوس، باشگاه فوتبال آنکونا، باشگاه فوتبال کیه‌وو ورونا، باشگاه فوتبال جنوآ، باشگاه فوتبال اتلتیکو آرتزو، و باشگاه فوتبال ترنانا اشاره کرد.